# Полом (Кочев'є)
Полом (словен. Polom) — поселення в общині Кочев'є, регіон Південно-Східна Словенія, Словенія. Висота над рівнем моря: 372,7 м.